# Видрін Валентин Феодосійович
Валенти́н Феод́осійович Ви́дрін (рос. Валентин Феодосьевич Выдрин; *6 лютого 1961, Білогорка, Ленінградська область, РСФСР, СРСР, тепер Росія) — російський африканіст; професор, доктор філологічних наук, автор наукових праць з мов мов манде, зокрема бамана; живе і працює в Парижі (Франція). 

## З життєпису
Закінчив Ленінградський університет.
до 2011 року працював завідувачем відділу етнографії народів Африки Кунсткамери.  
Починаючи від 2010 року викладає у Франції, професор мов манде у Національному інституті східних мов та цивілізацій (Париж).

## Вибрана бібілографія
- И опять — части речи в бамана // Типологические обоснования в грамматике: К 70-летию проф. Храковского В. С. / Под ред. А. П. Володина. — М., 2004.
- Язык бамана: Учебное пособие. — СПб.: СПбГУ, 2008.
- Фонологический тип и именная морфология пра-манде. — СПб., 2001 (дис.).
- Тональные системы языков манде: Краткий обзор // Вопросы языкознания. — 2003. — № 2.
- К реконструкции фонологического типа и именной морфологии пра-манде // Acta Linguistica Petropolitana — Труды Института лингвистических исследований. — СПб: Наука, 2006. — Том 2, Ч. 2. — С. 9-252.
- Выдрин В. Ф., Томчина С. И. Манден-русский (манинка, бамана) словарь. — СПб: Издательство Дмитрий Буланин, 1999. — Т. 1.